# 草戸村
草戸村（くさどむら）は、広島県沼隈郡にあった村。現在の福山市の一部にあたる。

## 地理
- 河川：芦田川[1]

## 歴史
- 1889年（明治22年）4月1日、町村制の施行により、沼隈郡草戸村が単独で村制施行し、草戸村が発足[1][2]。神島村・佐波村・草戸村の町村組合を結成し役場を草戸村に置く[1]。
- 1919年（大正8年）大洪水発生[1]。芦田川治水同盟会設立[1]
- 1926年（大正15年）芦田川、高屋川改修工事起工[1]。
- 1933年（昭和8年）1月1日、福山市に編入され廃止[1][2]。

### 地名の由来
芦田川の中州が寸草無穢の地であることから、芦の字を分解して「艸戸」とした。

## 産業
- 農業[1]

## 交通

### 鉄道
- 1913年（大正2年）鞆軽便鉄道（鞆鉄道線）開通、草戸稲荷駅開設[1]。

## 名所・旧跡
- 草戸稲荷神社
- 明王院 (福山市)[1]
- 草戸千軒町遺跡[3]